# Monna Eva
Monna Eva è una rappresentazione di avanspettacolo presentata dalla Compagnia Maresca nella stagione 1929-1930. Il debutto, al Teatro Lirico di Milano, è avvenuto il 1 febbraio 1929.

## Critica
(Corriere della Sera, 2 febbraio 1929)